# Pleșești (okręg Vrancea)
Pleșești – wieś w Rumunii, w okręgu Vrancea, w gminie Boghești. W 2011 roku liczyła 107
mieszkańców.